# Capitale Express
Capitale Express is een stalen indoorachtbaan in het Canadese attractiepark Méga Parc. De achtbaan werd geopend in 1988 en is tot op heden operationeel.